# エウド・フルショフスキー
エウド・フルショフスキー（Ehud Hrushovski, 1959年9月30日 - ）は、イスラエルの論理学者。ヘブライ大学教授。

## 経歴
1986年にカリフォルニア大学バークレー校で博士号を取得。専門はモデル理論とその幾何学への応用。幾何学的安定性理論に新しい手法を導入し、幾何的安定性理論を塗り替えた。
その理論のもとで構築された幾何学的モデル理論をディオファントス幾何学の応用することとフルショフスキーによって構築されたザリスキー幾何学によって関数体上のモーデル予想の別証明を与えた。
モデル理論が代数幾何学、数論幾何学の問題を解決したことは（別証明とはいえ）非常に画期的なことであり、フルショフスキーによって新しい流れを生み出したといえる。他にもマニン・マンフォード予想の別証明等がある。
2020年王立協会フェロー選出。

## 主要な受賞歴
- 1990年 - 国際数学者会議招待講演
- 1993年 - 記号論理学会キャロル・カープ賞
- 1994年 - イスラエスル数学会エルデシュ賞
- 1998年 - 記号論理学会キャロル・カープ賞
- 1998年 - ロスチャイルド賞
- 1998年 - 国際数学者会議全体講演
- 2022年 - ショウ賞数学部門